# Нуун-Ухоль-Кинич
Нуун-Ухоль-Кинич (майя ?-u-jol kʼinich «Предсказатель — Голова Бога Солнца») — тридцать первый правитель древнего майяского царства Мутуль со столицей в Тикале.

## Биография
Нуун-Ухоль-Кинич воцарился в конце IX века, являясь преемником Юкном-Чена.
Вероятно, он был отцом Нуноом-Чеена.
Его преемником стал Нуноом-Чеен.